# 스쾃

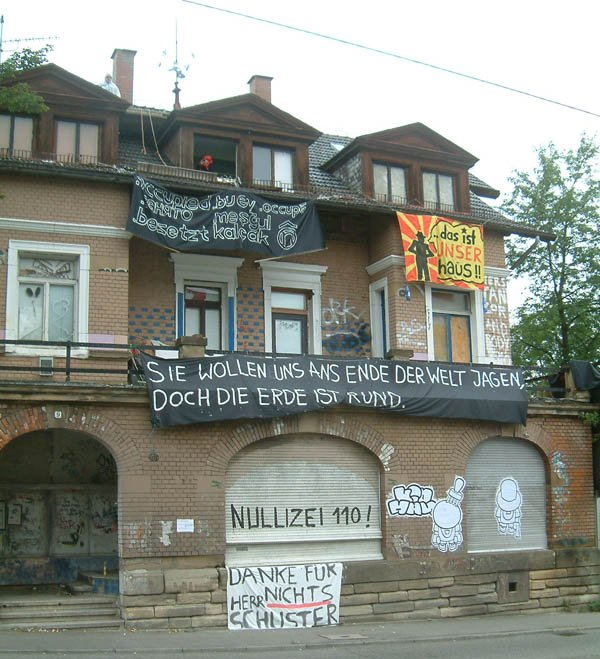
슈투트가르트의 스쾃 (2005)

스쾃(squatting, 무단거주)은 다른 사람의 비어있는 건축물의 위법한 점거이고 그것을 주거공간 혹은 모임장소로 이용하는 것이다.

## 일반
대개의 경우에 스쾃은 소유주의 의사에 반하거나 혹은 그에 대한 고려 없이 이루어진다. 스쾃은 시골보다는 도시 지역, 특히 황폐화된 도시 지역에서 흔히 일어난다. 작가 로버트 뉴워스에 따르면 세계적으로 십억 명의 무단 거주자가 있다고 한다. 즉 지구상에서 일곱 명 중 한명꼴로 무단 거주를 하고 있다는 것이다. 세계의 많은 빈곤 국가에서는 광범위한 빈민가와 판자촌이 있는데, 주로 대도시의 외곽에 자리잡고 있으며 대부분 토지 소유주의 허락 없이 스스로 지은 집들로 이루어져 있다. 시간이 흐르면서 이런 마을들이 합법화되고 주변의 일반 거주지와 다를 바 없게 되면, 최소한의 기본 인프라가 갖춘 상태에서 스쾃이 일어난다. 그리하여 하수도 시설이나 식수 공급이 없으므로, 이런 것들은 밖에서 사거나 주변에서 가져와야 하며, 전기는 지나가는 전선에서 훔치기도 한다.
많은 나라에서 스쾃은 범죄 행위이며, 단순히 토지 소유자와 점유자 사이의 민사 쟁의로 비쳐지곤 한다. 물권법과 정부는 전통적으로 토지 소유자의 편이었다. 그러나 무단 점유자가 사실상 소유권을 행사하는 경우 대개 법은 그들의 지위를 적법으로 인정한다. 무단 점유자는 그 소유권보다는 점유의 장점을 들어 자신의 권리를 주장하곤 한다. 이런 점에서 스쾃은 취득시효(그리고 잠재적으로 필요한 그 조건)과 비슷하며, 이를 통해 명의 없이 부동산을 소유한 사람이 그 부동산의 실제 법적 명의를 얻을 수도 있는 것이다.
독일의 경우, 헌법 제 14조 1항에 따라 스쾃은 위법성을 가진다. 그러나 스콰터들은 이러한 위법성을 감수하면서 무단 점거를 행하고 있다. 사회운동의 맥락에서 이 점거자들은 일반적으로 많은 건물들이 소유자(대부분은 회사들)에 의해 사용되지 않은 채로 방치되고 있다는 사실에 주목한다. 따라서 그들은 독일 헌법 14조 2항을 근거로 스쾃 운동의 위법성에 반박한다. 독일 헌법 제 14조 2항 은 다음과 같다 : “소유권은 의무가 있다. 그것의 사용은 동시에 공공의 이익에 봉사해야 한다.”
스쾃은 무정부주의적인 사고에 기반을 둔다. 무정부주의자 콜린 워드는 "스쾃은 세계에서 토지 소유의 가장 오래된 형태이다. 우리는 모두 무단 점유자의 후손이다. 이것은 영국 여왕에게도 마찬가지이며, 영국 (그 집에서 살고 있는)주택 소유자의 54%에게도 마찬가지이다. 우리 지구가 모든 자연권 원칙들을 침해한 것이라는 점에서, 궁극적으로 그들 모두 훔친 땅을 받은 사람들이다."라며 스쾃의 정당성을 피력하기도 한다.
한편 정부에 의해 용인되는 스쾃의 경우들도 있는데, 무엇보다 스쾃이 다 허물어져 가는 건축물에서 행해질 때이다. 특히 스쾃운동 초기에는 (1970년대와 1980년대) 스쾃이 종종 10년 이상 용인되기도 했다. 스콰터들의 협조적인 태도는 몇몇 경우에 그러한 용인에 호의적으로 작용했다. 그러나 더 큰 지지집단의 일부 무력적인 압박은, 소유주 그리고/혹은 관공서가 점거된 부동산을 철거하지 않을 것으로 결정하도록 이끌었다. 왜냐하면, 철거 뒤에 건물이 다시 텅 빈 상태가 되면 어차피 추방된 혹은 다른 점거자가 그 부동산을 조만간 탈환할 가능성이 있었기 때문이다. 그러한 무력적인 압박의 잘 알려진 한 예가 함부르크의 하펜 가(Hafenstraße)에서 있었다. 사실, 행정당국들과 지방자치단체가 철거하지 않기로 한 것에는 그들  역시 이익이 있었기 때문이다. 그렇지 않으면 추측컨대 집이 없어 거리에 나앉았을 젊은이들과 어린 성인들이 최소한의 주거를 얻었기 때문이다.
점거된 집들은 몇몇 나라, 예를 들면 프랑스, 영국, 폴란드, 체코, 헝가리에서 ‘스쾃’이라고 불린다. 단순히 주거 뿐 아니라 어떤 경우 스쾃은 사교의 장이나 무료 상점(give-away shop), 해적 라디오 방송국이나 카페로 쓰이기도 한다. 에스파냐어권 국가나 기타 유럽 국가에서는 스쾃 무단 점거자에게 붙는 여러 가지 명칭이 있는데, 에스파냐나 아르헨티나의 경우 okupas('점거하다'를 뜻하는 동사 ocupar에서 나왔다)라고 쓰며, 멕시코에서는 paracaidistas('낙하산 부대'를 뜻하는데, 이들이 '낙하산'을 타고 내려오듯 빈땅에 퍼져 산다는 것이다),네덜란드에서는 kraaker(네덜란드어로 '훔치는 사람, 빼앗는 사람'의 뜻이다)라고 한다.[1]
스쾃의 동기로서 스콰터들이 자주 진술해온 것은, 주거공간(혹은 사회적, 문화적 행사를 위한 공간들)이 부족하거나 그 가격이 지급가능하지 않다는 것이다. 한편, 임시적 사용(Zwischennutzungen)과 스쾃은 다른데, 임시적 사용은 합의된 것이며 일시적으로 경계를 정하고 행해지는 것이기 때문이다.

## 원인과 구분

스쾃의 상징

스쾃의 동기는 다양하면서도 비슷한 동기들로 인해 수행된다. 이러한 것들은 지불가능한 주거공간에 대한 소망, 자신의 주택난 혹은 노숙, 부동산 투기, 높은 집세에 대한 항의이다. 많은 스콰터들은 의식적으로 사회적 규범과 거리를 두고 공동생활의 대안적 형태를 시도하고 실천한다.
“유지보수”스쾃(Instandbesetzungen)의 자체적으로 선언된 목표는 쇠약해지는 집들을 붕괴되기 전에 보수하여 다시금 살 수 있게 만드는 것이다.
스쾃에는 기본적으로 두가지 종류가 있다. :

- “공개적으로 점거된 집”: 그 집이 점거되었음을 대중들이 알 만한 그리고 알아야 할 곳에서 (행해진다). 빈번하게 건물 정면에 현수막이 걸리고, 전단이 배부된다.
- “조용한 점거” : 이 경우 사람들이 (건물에) 이사하고 점거가 공공연해지지 않도록 애쓴다.

스쾃의 상징은 하나의 원에 그것을 N모양의 번개가 좌측하단부터 우측상단으로 가로지르는 것이다. 그 징표는 1970년 무렵 암스테르담 스쾃현장에서 만들어졌고 서유럽 너머에 빠르게 전파되었다.
하나의 다른 설명은 북아메리카의 인디언 상징유물에서 유래했다는 것이다. 하나의 원이 바탕을 이루고, 위를 가리키는 화살표는 “투쟁은 지속된다”를 의미한다. 번개 심볼은 “빠름”을 의미한다.

## 역사적 전개
1970년대, 1980년대 그리고 1990년대 독일과 네덜란드에서 수행된 많은 스쾃들은 오늘날 합법화되었다. 이것은 거주민들이 소유주의 승인, 임대차 혹은 이용계약을 체결했다는 것을 의미한다. 몇몇의 임대차관계는 공식적으로 합법적인 것은 아니지만 용인을 통해 비공식적인 지위를 가진다. 스위스에서는 점거된 집들은 빈번하게 점거자들이 전기세와 수도세를 납부한다는 “이용대차계약(Gebrauchsleihevertrag)”을 맺는다.

## 철거위협과 형사소송에 대한 조치
스쾃운동계에서는 주거침입에 대한 처벌은 정당하다고 인정하지 않으며  위협이라고 여기고 있다. 대민홍보활동과 시위를 통해 스쾃운동은, 억압에 반해, 그리고 집들의 보존이라는 목표에 대한 지지(특히 대안좌파계에서)를 얻고 있다. 점거자에 대한 소송과 형사소송의 피고가 된 이들의 소송비용을 모금하며 변호사의 상담을 제공하기도 한다. 변론에서 피고는 점거에 대한 정치적인 관심사를 분명하게 하려 노력한다.

## 같이 보기
- 노숙인
- 수렵채집사회
- 의도적 공동체